# Вікторія-Парк (Дінгволл)
«Вікторія Парк» або «Глобал Енерджі Стедіум» (англ. Victoria Park, Global Energy Stadium) — футбольний стадіон в Дінгволлі, Шотландія, домашня арена ФК «Росс Каунті».
Стадіон відкритий 1929 року. У 2012 році реконструйований. Місткість стадіону 6 541 є більшою, ніж чисельність населення міста Дінгволл. 
З 2012 року арена носить комерційну назву «Глобал Енерджі Стедіум», пов'язану з укладенням спонсорської угоди з компанією «Global Energy».